# Nailloux
Nailloux is een gemeente in het Franse departement Haute-Garonne (regio Occitanie). De plaats maakt deel uit van het arrondissement Toulouse. Nailloux telde op 1 januari 2022 4.146 inwoners.

## Geografie
De oppervlakte van Nailloux bedroeg op 1 januari 2022 18,55 vierkante kilometer; de bevolkingsdichtheid was toen 223,5 inwoners per km².

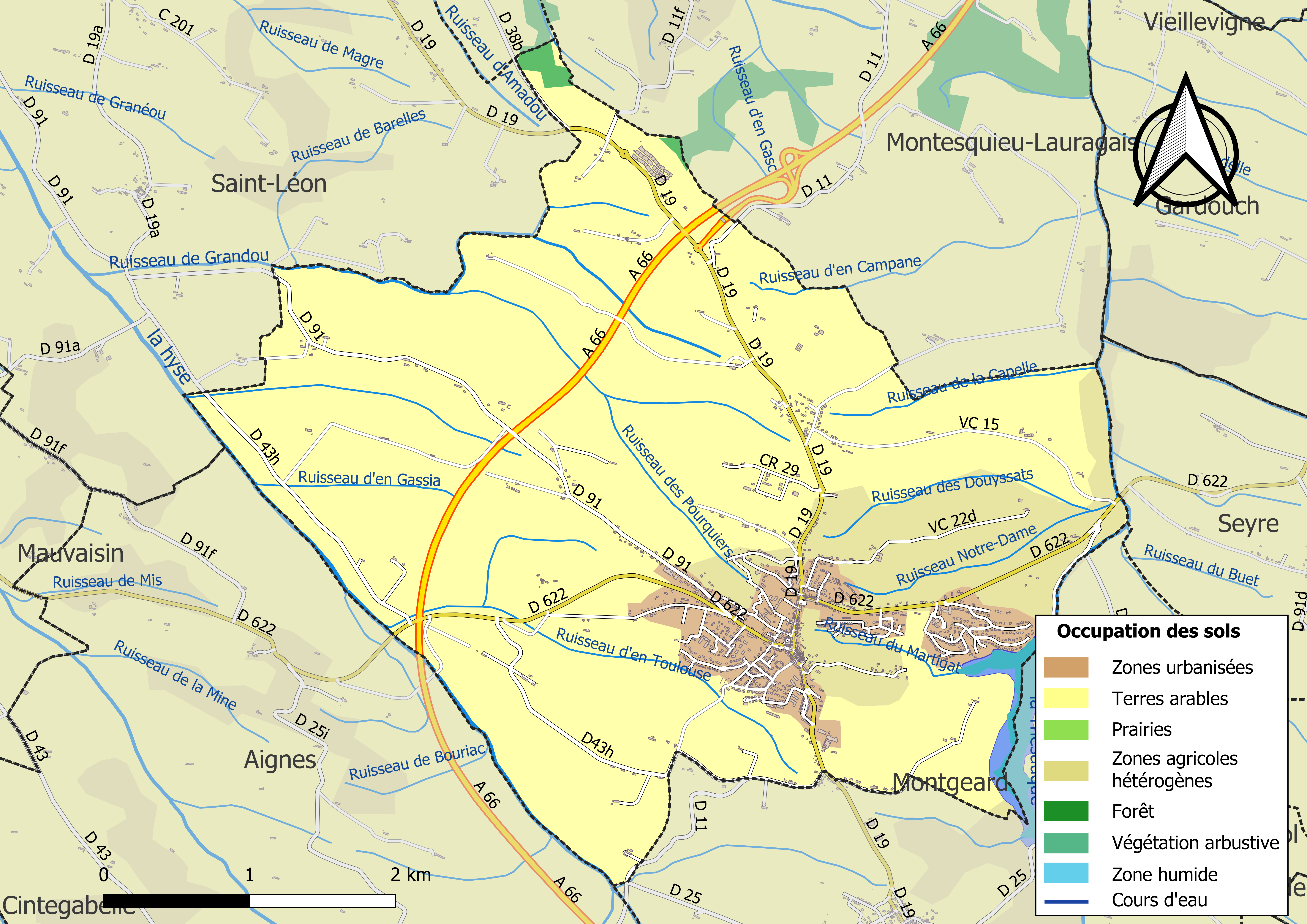
Kaart van de gemeente met belangrijkste infrastructuur, bodemgebruik en omliggende gemeenten

## Demografie
De figuur toont het verloop van het inwonertal (bron: INSEE-tellingen).